# بیل دورودیه

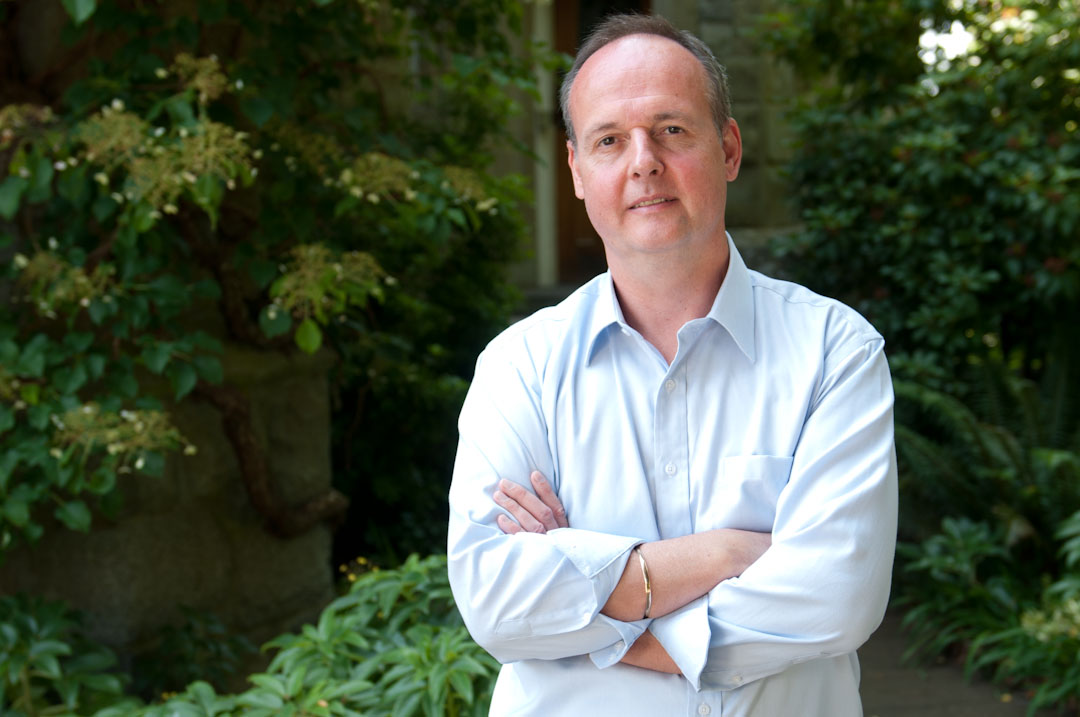
نگارهٔ بیل دورودیه، از اساتید دانشگاه باث - ۲۰۱۲

بیل دورودیه (به انگلیسی: Bill Durodié)، رئیس گروه سیاست، زبان و مطالعات بین‌الملل و همچنین رئیس روابط بین‌الملل در دانشگاه باث انگلستان است.
او قبلا استاد در دانشکدهٔ علوم انسانی در دانشگاه رویال رودز (Royal Roads) در ویکتوریا بوده است. در سال ۲۰۱۴ به عنوان استاد مدعو به CELAP منصوب شد.